# Notes sur les duchés-pairies
Les Nottes (sic) sur les Duchés-Pairies forment un répertoire généalogique pour un projet politique inachevé de Louis de Rouvroy, duc de Saint-Simon. « Ouvrage foisonnant, trop inconnu de nous », selon François-Régis Bastide, et « dont maints longs passages sont du meilleur Saint-Simon », ces notes laissent apparaître une pensée d'autant plus originale, dans le contexte politique et littéraire français du XVIIIe siècle, que l'ensemble en a été « écrit pour lui seul, au fil de l'eau ».

## Présentation
« Un grand loisir qui tout à coup succède à des occupations continuelles de tous les divers temps de la vie, forme un grand vide qui n'est pas aisé ni à supporter ni à remplir. Dans cet état l'ennui irrite et l'application dégoûte. Les amusements, on les dédaigne. Cet état ne peut être durable ; à la fin on cherche malgré soi à en sortir. Ce qui rappelle le moins tout ce qu'on a quitté et qui mêle quelque application légère à de l'amusement, c'est ce qui convient le mieux. De médiocres recherches de dates et de faits pris par éclaircissement dans les livres, d'autres sortes de faits qu'on a vus ou qu'on a sus d'original sont de ce genre, quand ces autres faits qu'on trouve en soi-même ont quelque pointe, quelque singularité, quelque concordance fugitive et qui peut mériter d'être sauvée de l'oubli. L'esprit y voltige quelque temps sans pouvoir se poser encore, jusqu'à ce que le besoin de se nourrir de quelque chose, contracté par une si longue habitude, devienne supérieur au dégoût général ; et que, par l'affaiblissement des premiers objets à mesure qu'ils s'éloignent, il saisisse au hasard la première chose qui se présente à lui. Un malade repousse bien des plats sans vouloir y goûter, et plusieurs autres encore dont il n'a fait que tâter et encore avec peine. L'esprit, languissant de vide, effleure ainsi bien des objets qui se présentent, avant que d'essayer d'accrocher son ennui sur pas un. »

— Préambule aux maisons d'Albret, d'Armagnac et de Châtillon.

### Édition moderne
- Saint-Simon, Traités politiques et autres écrits, Paris, Gallimard, coll. « Bibliothèque de la Pléiade » (no 431), 1996, 1856 p. (ISBN 2-07-011370-1)
  - Yves Coirault, Introduction, p. IX-XXXII
  - Saint-Simon, Préambule aux maisons d'Albret, d'Armagnac et de Châtillon (1737), p. 837-839
  - Yves Coirault, Notes, p. 1531-1791
- Saint-Simon, Mémoires (extraits) et œuvres diverses, Paris, Gallimard, coll. « Folio classique », 1993, 612 p. (ISBN 2-07-038644-9)
  - Yves Coirault, Préface, p. 7-13
  - Saint-Simon, Préambule aux maisons d'Albret, d'Armagnac et de Châtillon (1737)
  - Yves Coirault, Notes, p. 446-595

### Monographies
- François-Régis Bastide, Saint-Simon par lui-même, Paris, Seuil, coll. « Microcosme, Écrivains de toujours » (no 15), 1953, réed. 1977 et 1985, 192 p. (ISBN 978-2-02-000015-4 et 2-02-000015-6)
- Georges Poisson, Album Saint-Simon, Paris, Gallimard, coll. « La Pléiade » (no 8), 1969, 324 p.